# Разложение Холецкого
Разложе́ние Холе́цкого (метод квадратного корня) — представление симметричной положительно определённой матрицы {\displaystyle A} в виде {\displaystyle A=LL^{T}}, где {\displaystyle L} — нижняя треугольная матрица со строго положительными элементами на диагонали. Иногда разложение записывается в эквивалентной форме: {\displaystyle A=U^{T}U}, где {\displaystyle U=L^{T}} — верхняя треугольная матрица. Разложение Холецкого всегда существует и единственно для любой симметричной положительно определённой матрицы.
Существует также обобщение этого разложения на случай комплекснозначных матриц. Если {\displaystyle A} — положительно определённая эрмитова матрица, то существует разложение {\displaystyle A=LL^{*}}, где {\displaystyle L} — нижняя треугольная матрица с положительными действительными элементами на диагонали, а {\displaystyle L^{*}} — эрмитово-сопряжённая к ней матрица.
Разложение названо в честь французского математика польского происхождения Андре-Луи Шолески (1875—1918).

## Алгоритм
Элементы матрицы {\displaystyle L} можно вычислить, начиная с верхнего левого угла матрицы, по формулам 
{\displaystyle {\begin{aligned}l_{11}&={\sqrt {a_{11}}},\\l_{j1}&={\frac {a_{j1}}{l_{11}}},\quad j\in [2,n],\\l_{ii}&={\sqrt {a_{ii}-\sum _{p=1}^{i-1}l_{ip}^{2}}},\quad i\in [2,n],\\l_{ji}&={\frac {1}{l_{ii}}}\left(a_{ji}-\sum _{p=1}^{i-1}l_{ip}l_{jp}\right),\quad i\in [2,n-1],j\in [i+1,n].\end{aligned}}}
Выражение под корнем всегда положительно, если {\displaystyle A} — действительная положительно определённая матрица.
Вычисление происходит сверху вниз, слева направо, т. е. сперва {\displaystyle L_{ij}}, а затем {\displaystyle L_{ii}}.
Для комплекснозначных эрмитовых матриц используются формулы
{\displaystyle {\begin{aligned}l_{ii}&={\sqrt {a_{ii}-\sum _{p=1}^{i-1}l_{ip}l_{ip}^{*}}},\quad i\in [2,n],\\l_{ji}&={\frac {1}{l_{ii}}}\left(a_{ji}-\sum _{p=1}^{i-1}l_{ip}l_{jp}^{*}\right),\quad i\in [2,n-1],j\in [i+1,n].\end{aligned}}}

## Приложения
Это разложение может применяться для решения системы линейных уравнений {\displaystyle Ax=b}, если матрица {\displaystyle A} симметрична и положительно определена. Такие матрицы часто возникают, например, при использовании метода наименьших квадратов и численном решении дифференциальных уравнений.
Выполнив разложение {\displaystyle A=LL^{T}}, решение {\displaystyle x} можно получить последовательным решением двух треугольных систем уравнений: {\displaystyle Ly=b} и {\displaystyle L^{T}x=y}. Такой способ решения иногда называется методом квадратных корней. По сравнению с более общими методами, такими как метод Гаусса или LU-разложение, он устойчивее численно и требует примерно вдвое меньше арифметических операций.
Разложение Холецкого также применяется в методах Монте-Карло для генерации коррелированных случайных величин. Пусть {\displaystyle X} — вектор из независимых стандартных нормальных случайных величин, а {\displaystyle \Sigma =LL^{T}} — желаемая ковариационная матрица. Тогда вектор {\displaystyle Y=LX} будет иметь многомерное нормальное распределение с нулевым математическим ожиданием и ковариационной матрицей {\displaystyle \Sigma }.

## Реализация в математических пакетах программ
- В SAS используется функция ROOT(matrix), входящая в пакет SAS IML.
- В системах MATLAB, Octave, R разложение выполняется командой U = chol(A).
- В Maple и NumPy существует процедура cholesky в модуле linalg.
- В Mathematica используется процедура CholeskyDecomposition[A].
- В MathCAD для разложения используется функция cholesky(A)
- В GSL используется функция gsl_linalg_cholesky_decomp.
- В библиотеке от Google ceres-solver[4].
- В библиотеке Apache Commons Math (начиная с версии 2.0) используется класс CholeskyDecomposition[5].
- В библиотеке Torch присутствует функция torch.potrf[6].
- В библиотеке JAMA языка программирования java.
- В библиотеке Intel Data Analytics Acceleration Library присутствует алгоритмcholesky::Batch.